# Paul Korde
Paul Korde (* 6. Februar 1899 in Ottmadan (Schlesien); † 15. Mai 1985 in Frankfurt am Main) war von 1949 bis 1964 erster Präsident des Posttechnischen Zentralamtes in Darmstadt.

## Leben
Nach seinem Studium zum Dr. jur. trat er am 28. Januar 1929 in den Dienst der Deutschen Reichspost ein und war unter anderem in den Reichspostdirektionen Breslau, Hamburg und Dresden tätig. Nach dem Krieg war er Abteilungsleiter für den Postbetriebsdienst bei der Oberpostdirektion Frankfurt am Main und zeitweilig auch Amtsvorsteher des Postamts Frankfurt am Main 1. Die Beförderung zum Ministerialrat bei der Hauptverwaltung für das Post- und Fernmeldewesen des Vereinigten Wirtschaftsgebietes erfolgte 1949. Mit seiner Tätigkeit als erster Präsident des PTZ vom 14. März 1949 bis zum 29. Februar 1964 hat er maßgeblichen Einfluss auf den Aufbau der Deutschen Bundespost genommen. In seiner Zeit wurde unter anderem die Automatisierung des Briefdienstes und die vierstellige Postleitzahl eingeführt.

## Auszeichnungen
- Träger des Großen Verdienstkreuzes des Verdienstordens der Bundesrepublik Deutschland.